# Erto e Casso
Erto e Casso là một đô thị ở tỉnh Pordenone trong vùng Friuli-Venezia Giulia, có cự ly khoảng 130 km về phía tây bắc của Trieste và khoảng 40 km về phía tây bắc của Pordenone. Tại thời điểm ngày 31 tháng 12 năm 2004, đô thị này có dân số 419 người và diện tích là 52,3 km².
Đô thị Erto e Casso có các frazioni (các đơn vị cấp dưới, chủ yếu là các làng) Casso and Erto.
Erto e Casso giáp các đô thị: Castellavazzo, Cimolais, Claut, Longarone, Ospitale di Cadore, Perarolo di Cadore, Pieve d'Alpago, Soverzene.

## Thảm họa Vajont
Erto và Casso nằm ở Vajont trên một hồ nhân tạo trước khi thảm họa đập Vajont ngày 9 tháng 10 năm 1963. Vụ lở đất đã giết hại gần 2000 người, phá hủy 5 làng ở Thung lũng Piave nhưng Erto và Casso chỉ bị hư hại ít. Hai khu định cư này đx được di tản 3 ngày sau thảm họa.